# Petaurillus emiliae
Petaurillus emiliae е вид бозайник от семейство Катерицови (Sciuridae).